# Brotherella deplanatula
Brotherella deplanatula är en bladmossart som beskrevs av Brotherus 1925. Brotherella deplanatula ingår i släktet Brotherella och familjen Sematophyllaceae. Inga underarter finns listade i Catalogue of Life.